# Hétérométrie
L'hétérométrie (du grec heteros, différent, et metron, mesure) désigne l'utilisation de plusieurs types de métrique dans un poème. Ainsi la fable Le Corbeau et le Renard, de Jean de La Fontaine, comporte des alexandrins, des décasyllabes, des octosyllabes et un heptasyllabe ; on peut donc parler d'un poème hétérométrique.